# Anamalai Tiger Reserve
Ne doit pas être confondu avec le mont ou pic d'Annamalai, le mont Arunachala, à Tiruvannamalai.
L'Anamalai Tiger Reserve (Réserve de tigres des Anamalai), anciennement parc national Indira Gandhi, est une aire protégée située sur le massif montagneux des Monts Anamalai (ou Anamala) dans l'État du Tamil Nadu, au sud de l'Inde. En plus de son statut de parc national, l'Anamalai Tiger Reserve est une « réserve de tigres » dans le cadre du Project Tiger, visant à sauvegarder et suivre la population locale de cette espèce. Il conserve de nombreux milieux naturels typiques des Ghats occidentaux méridionaux.